# Rotatória holandesa

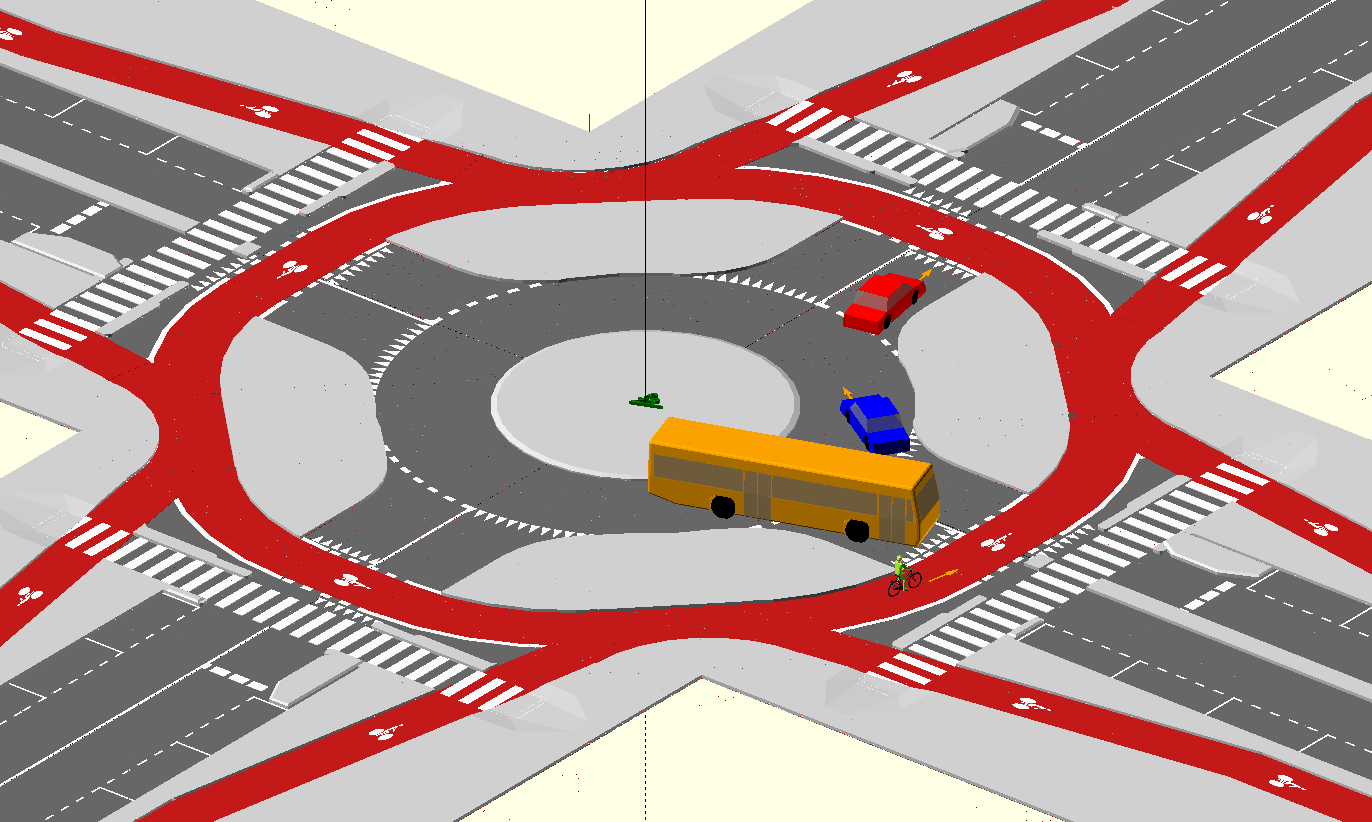
Esquema de uma rotunda holandesa

Uma rotatória, giradouro ou rotunda holandesa é um tipo de rotatória que incorpora uma ciclovia em seu perímetro para garantir a segurança dos ciclistas.
Ao igual que em todas as rotundas, a preferência de passagem a tem quem estiver localizado no perímetro exterior, o que nas rotondas holandesas corresponde às bicicletas. Enquanto as rotondas são os lugares onde se produzem mais atropelamentos de ciclistas, este desenho permite uma maior segurança, além de favorecer um trânsito mais pacificado.